# François-Pierre Guénette
François-Pierre Guénette (né le 18 janvier 1984 à Laval, dans la province de Québec au Canada) est un joueur professionnel canadien de hockey sur glace. Il évolue au poste de centre.

## Carrière de joueur
Il a commencé sa carrière junior avec les clubs des Mooseheads d'Halifax et des Screaming Eagles du Cap-Breton dans la Ligue de hockey junior majeur du Québec. Il participe avec l'équipe LHJMQ au Défi ADT Canada-Russie en 2003. Il est choisi au cours du repêchage d'entrée 2003 dans la Ligue nationale de hockey par les Canucks de Vancouver en 7e ronde, en 222e position. En 2005, il passe joueur professionnel en s'alignant avec l'Inferno de Columbia dans l'ECHL et le Moose du Manitoba de la Ligue américaine de hockey. En 2008, il part en Europe. Il rejoint le SG Pontebba en Serie A.
En 2009, il signe aux Diables Rouges de Briançon et retrouve son compère Marc-André Bernier. Grenoble bat 1-0 les Diables Rouges lors du Match des Champions à Mulhouse. Rouen vainqueur de la Coupe de la Ligue éliminent les diables rouges en demi-finale. Le 31 janvier 2010, il est l'un des artisans de la victoire des Diables Rouges en finale de la Coupe de France 2010 contre Rouen 2-1 aux tirs au but au Palais omnisports de Paris-Bercy. Il s'agit du premier titre majeur remporté par le club.
Alors qu'il prolonge son contrat avec les Diables Rouges à l'intersaison 2010-2011, le club n'est pas validé en Ligue Magnus. Il s'engage avec les Dragons de Rouen au début du mois d'août.
Lors de la saison 2012-2013, les Dragons atteignent la finale de la Coupe Magnus contre les Ducs d'Angers. Il faut sept rencontres pour départager les deux équipes, le but de la victoire lors du dernier match étant inscrit par Guénette au bout d'un peu plus d'une minute en prolongation.
Il quitte la ligue Magnus au terme de la saison 2016-2017 où il n'aura triomphé qu'au trophée des champions mais a participé pour la première fois à la Ligue des Champions.
À partir de la saison 2017-2018, il poursuit sa carrière professionnelle avec les Draveurs de Trois-Rivières dans la Ligue nord-américaine de hockey.

## Trophées et honneurs personnels
- 2009-2010 :
  - Coupe de la Ligue avec Briançon
  - élu dans la sélection des meilleurs joueurs étrangers
- 2010-2011 :
  - Match des champions avec le RHE 76
  - Coupe de France avec le RHE 76
  - champion avec le RHE 76
- 2011-2012 :
  - champion de la coupe Continentale avec le RHE 76
  - champion avec le RHE 76
- 2012-2013 :
  - Match des champions avec le RHE 76
  - Coupe de la Ligue avec le RHE 76
  - champion avec le RHE 76
- 2013-2014 : Coupe de la Ligue avec le RHE 76
- 2014-2015 : Coupe de France avec le RHE 76
- 2015-2016 :
  - Match des champions avec le RHE 76
  - champion de France avec le RHE 76
  - champion de la coupe Continentale avec le RHE 76
  - Coupe de France avec le RHE 76

## Statistiques
| Saison    | Équipe                                  | Ligue        |    | Saison régulière | Saison régulière | Saison régulière | Saison régulière | Saison régulière |    | Séries éliminatoires | Séries éliminatoires | Séries éliminatoires | Séries éliminatoires | Séries éliminatoires |
| Saison    | Équipe                                  | Ligue        | PJ | B                | A                | Pts              | Pun              | PJ               | B  | A                    | Pts                  | Pun                  |                      |                      |
| 1999-2000 | Régents de Laval-Laurentides-Lanaudière | Midget AAA   | 33 | 15               | 18               | 33               | 14               |                  |    |                      |                      |                      |                      |                      |
| 2000-2001 | Régents de Laval-Laurentides-Lanaudière | Midget AAA   | 41 | 17               | 27               | 44               | 47               |                  |    |                      |                      |                      |                      |                      |
| 2001-2002 | Mooseheads d'Halifax                    | LHJMQ        | 35 | 2                | 11               | 13               | 14               | 11               | 3  | 4                    | 7                    | 0                    |                      |                      |
| 2002-2003 | Mooseheads d'Halifax                    | LHJMQ        | 72 | 38               | 49               | 87               | 24               | 24               | 10 | 17                   | 27                   | 12                   |                      |                      |
| 2003-2004 | Screaming Eagles du Cap-Breton          | LHJMQ        | 69 | 34               | 51               | 85               | 26               | 5                | 0  | 2                    | 2                    | 2                    |                      |                      |
| 2003      | Équipe LHJMQ                            | Défi ADT     | 2  | 1                | 1                | 2                | 0                |                  |    |                      |                      |                      |                      |                      |
| 2004-2005 | Mooseheads d'Halifax                    | LHJMQ        | 70 | 21               | 38               | 59               | 46               | 13               | 4  | 11                   | 15                   | 4                    |                      |                      |
| 2005-2006 | Inferno de Columbia                     | ECHL         | 68 | 12               | 30               | 42               | 34               |                  |    |                      |                      |                      |                      |                      |
| 2006-2007 | Salmon Kings de Victoria                | ECHL         | 67 | 13               | 42               | 55               | 28               | 6                | 0  | 4                    | 4                    | 4                    |                      |                      |
| 2007-2008 | Aces de l'Alaska                        | ECHL         | 71 | 20               | 30               | 50               | 34               | 9                | 4  | 5                    | 9                    | 4                    |                      |                      |
| 2008-2009 | SG Pontebba                             | Serie A      | 41 | 16               | 23               | 39               | 18               |                  |    |                      |                      |                      |                      |                      |
| 2009      | Diables Rouges de Briançon              | MdC          | 1  | 0                | 0                | 0                | 0                |                  |    |                      |                      |                      |                      |                      |
| 2009-2010 | Diables Rouges de Briançon              | Ligue Magnus | 21 | 13               | 20               | 33               | 16               | 9                | 3  | 8                    | 11                   | 10                   |                      |                      |
| 2009-2010 | Diables Rouges de Briançon              | CdF          | 5  | 4                | 5                | 9                | 4                |                  |    |                      |                      |                      |                      |                      |
| 2009-2010 | Diables Rouges de Briançon              | CdlL         | 6  | 2                | 6                | 8                | 31               | 2                | 0  | 1                    | 1                    | 25                   |                      |                      |
| 2010      | Dragons de Rouen                        | MdC          | 1  | 0                | 0                | 0                | 0                |                  |    |                      |                      |                      |                      |                      |
| 2010-2011 | Dragons de Rouen                        | CdF          | 5  | 5                | 6                | 11               | 0                |                  |    |                      |                      |                      |                      |                      |
| 2010-2011 | Dragons de Rouen                        | CdlL         | 6  | 4                | 5                | 9                | 2                | 4                | 2  | 0                    | 2                    | 2                    |                      |                      |
| 2010-2011 | Dragons de Rouen                        | CC           |    |                  |                  |                  |                  | 3                | 0  | 0                    | 0                    | 2                    |                      |                      |
| 2010-2011 | Dragons de Rouen                        | Ligue Magnus | 25 | 22               | 27               | 49               | 10               | 9                | 5  | 10                   | 15                   | 4                    |                      |                      |
| 2011      | Dragons de Rouen                        | MdC          | 1  | 0                | 1                | 1                | 4                | -                | -  | -                    | -                    | -                    |                      |                      |
| 2011-2012 | Dragons de Rouen                        | CdF          | -  | -                | -                | -                | -                | 5                | 4  | 8                    | 12                   | 6                    |                      |                      |
| 2011-2012 | Dragons de Rouen                        | CdlL         | 6  | 2                | 7                | 9                | 6                | 4                | 2  | 0                    | 2                    | 0                    |                      |                      |
| 2011-2012 | Dragons de Rouen                        | CC           | 3  | 3                | 0                | 3                | 6                | -                | -  | -                    | -                    | -                    |                      |                      |
| 2011-2012 | Dragons de Rouen                        | Ligue Magnus | 25 | 10               | 19               | 29               | 18               | 15               | 7  | 6                    | 13                   | 4                    |                      |                      |
| 2012      | Dragons de Rouen                        | MdC          | 1  | 0                | 0                | 0                | 2                | -                | -  | -                    | -                    | -                    |                      |                      |
| 2012-2013 | Dragons de Rouen                        | CdF          | -  | -                | -                | -                | -                | 4                | 2  | 3                    | 5                    | 0                    |                      |                      |
| 2012-2013 | Dragons de Rouen                        | CdlL         | 6  | 5                | 2                | 7                | 0                | 5                | 5  | 1                    | 6                    | 0                    |                      |                      |
| 2012-2013 | Dragons de Rouen                        | CC           | 3  | 3                | 1                | 4                | 0                | -                | -  | -                    | -                    | -                    |                      |                      |
| 2012-2013 | Dragons de Rouen                        | Ligue Magnus | 26 | 13               | 19               | 32               | 12               | 15               | 7  | 8                    | 15                   | 12                   |                      |                      |
| 2013      | Dragons de Rouen                        | MdC          | 1  | 0                | 0                | 0                | 0                | -                | -  | -                    | -                    | -                    |                      |                      |
| 2013-2014 | Dragons de Rouen                        | CdF          | -  | -                | -                | -                | -                | 5                | 5  | 0                    | 5                    | 0                    |                      |                      |
| 2013-2014 | Dragons de Rouen                        | CdlL         | 6  | 2                | 2                | 4                | 2                | 5                | 2  | 4                    | 6                    | 2                    |                      |                      |
| 2013-2014 | Dragons de Rouen                        | CC           | 3  | 0                | 3                | 3                | 0                | -                | -  | -                    | -                    | -                    |                      |                      |
| 2013-2014 | Dragons de Rouen                        | Ligue Magnus | 25 | 11               | 22               | 33               | 6                | 9                | 6  | 6                    | 12                   | 6                    |                      |                      |
| 2014-2015 | Dragons de Rouen                        | Ligue Magnus | 26 | 14               | 17               | 31               | 8                | 4                | 1  | 2                    | 3                    | 6                    |                      |                      |
| 2015-2016 | Dragons de Rouen                        | Ligue Magnus | 26 | 12               | 13               | 25               | 16               | 15               | 7  | 5                    | 12                   | 2                    |                      |                      |
| 2016-2017 | Dragons de Rouen                        | Ligue Magnus | 44 | 17               | 29               | 46               | 39               | 19               | 5  | 14                   | 19                   | 12                   |                      |                      |
| 2017-2018 | Draveurs de Trois-Rivières              | LNAH         | 6  | 1                | 1                | 2                | 2                | -                | -  | -                    | -                    | -                    |                      |                      |